# 櫻桃派

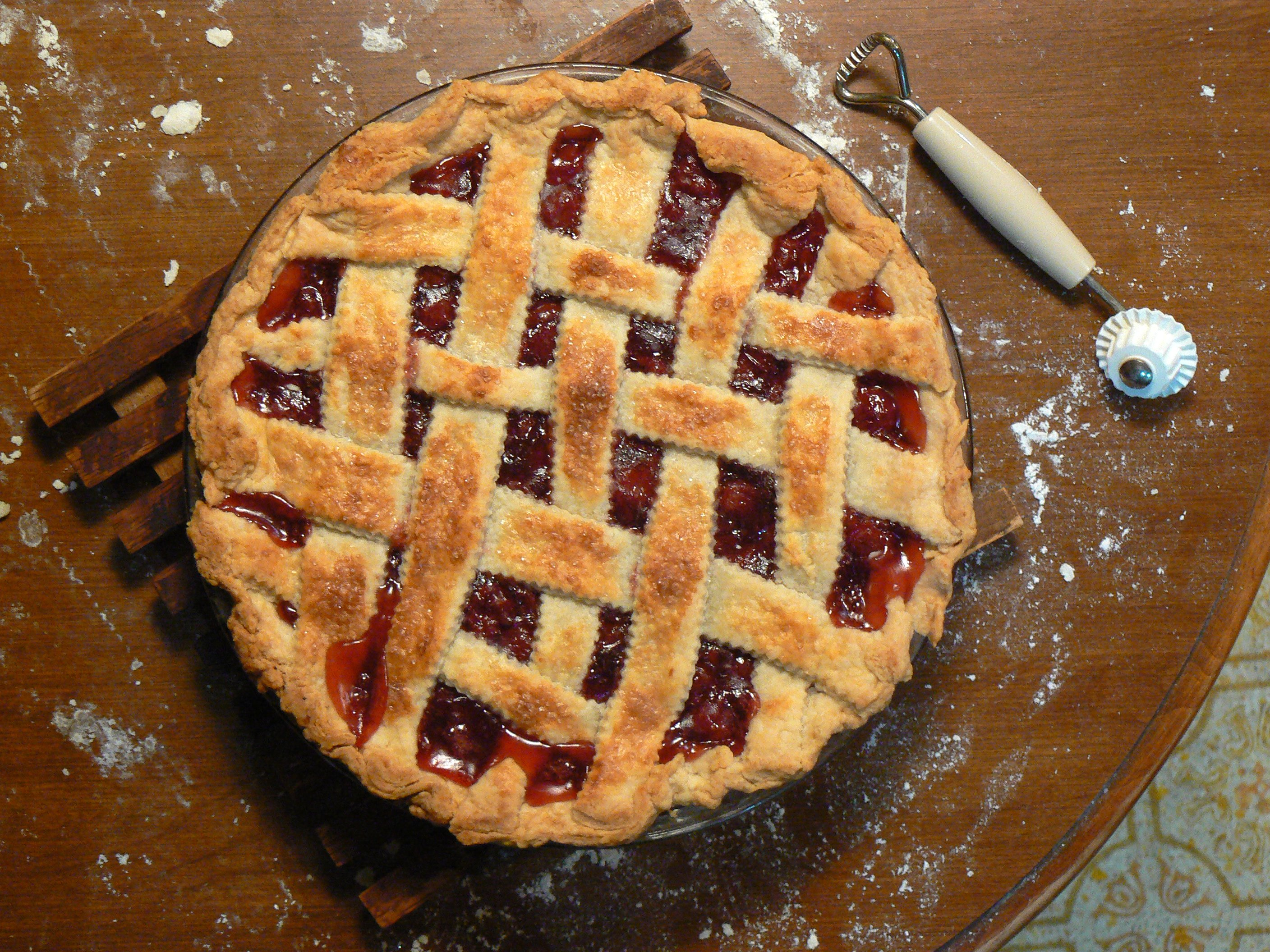
樱桃派

樱桃派是一种帶有樱桃馅料的西式餡餅，並且此類樱桃馅料往往是酸樱桃。莫雷洛樱桃是最常见的櫻桃派餡料，此外黑樱桃有時也可以作為櫻桃派餡料。樱桃派通常与生奶油或冰淇淋一起食用。